# ياروسلاف أموسوف
ياروسلاف أموسوف (بالأوكرانية:Ярослав Амосов؛ مواليد 9 سبتمبر 1993) هو مقاتل فنون قتالية مختلطة أوكراني. يُنافس حاليًا في قسم وزن الوسط في بيلاتور، حيث كان بطل وزن الوسط في بيلاتور حاليا. في 18 أغسطس 2024، وصل أموسوف إلى المركز 19 في تصنيفات وزن الوسط العالمي وفقًا لـ فايت ماتريكس.
هو بطل العالم في السامبو أربع مرات، وبطل أوروبا وأوراسيا مرتين، والفائز بكأس أوروبا. فاز أموسوف أيضًا بالعديد من المسابقات الوطنية والدولية.

## حياته الشخصية
خلال الحرب الروسية الأوكرانية عام 2022، بعد رؤية عائلته يتم إجلائها إلى منطقة آمنة، بقي أموسوف في أوكرانيا وانضم إلى العديد من المقاتلين البارزين الآخرين، بما في ذلك بطل الملاكمة السابق للوزن الثقيل فلاديمير كليتشكو وشقيقه، بطل الوزن الثقيل السابق فيتالي كليتشكو، وبطل الوزن الثقيل أولكسندر أوسيك، وبطل الوزن الخفيف السابق فاسيل لوماتشينكو، للدفاع عن أوكرانيا أمام روسيا. خلال هذا الوقت، كان أموسوف بطل بيلاتور لوزن الوسط. بعد تحرير مسقط رأسه إربين خلال معركة إربين، نشر أموسوف مقطع فيديو لنفسه وهو ينقذ حزام بيلاتور لبطل وزن الوسط، الذي كان مخبأ في منزل والدته.

## سجل فنون القتال المختلطة
| السجل المهني |        |         |
| 28 نزال      | 27 فوز | 1 خسارة |
| ضربة قاضية   | 9      | 1       |
| إخضاع        | 10     | 0       |
| قرار القضاة  | 8      | 0       |

## وصلات خارجية
- ياروسلاف أموسوف على موقع بيلاتور (الإنجليزية)
- ياروسلاف أموسوف على موقع شيردوغ (الإنجليزية)
- ياروسلاف أموسوف على موقع Tapology.com (الإنجليزية)